# Asterocampa antonia
Asterocampa antonia är en fjärilsart som beskrevs av Edwards 1877. Asterocampa antonia ingår i släktet Asterocampa och familjen praktfjärilar. Inga underarter finns listade i Catalogue of Life.